# 최혜린
최혜린(1993년 7월 20일 ~ )은 대한민국의 2013년 미스코리아 미(美)이다.

## 프로필
- 출생: 1993년 7월 20일
- 신체: 169.2cm, 53.2kg, 34-24-34
- 학력: 부산대학교 미술학과
- 수상: 2013년 미스코리아 미(美), 2013년 미스코리아 부산 진(眞), 2013년 국제문화예술인대상 국제문화봉사대상
- 경력: 2013년 초록우산 어린이재단 홍보사절단, 2013년 한국음반산업협회 홍보대사, 2014년 대한민국 국제요리경연대회 홍보대사
- 취미: 동화
- 특기: 창작 크로키